# Licurgo
(Plutarco, Apophthegmata Laconica, 226B)
Licurgo (in greco antico: Λυκοῦργος?, Lykùrgos, in latino Lycūrgus; IX secolo a.C. – VIII secolo a.C.) è stato, secondo la tradizione di Sparta, il suo principale legislatore.

## Biografia
Non si è appurato se Licurgo sia esistito veramente, se fosse visto come uomo ed eroe storico in seguito divinizzato, oppure se sia stato, per i Greci, un dio prima eroizzato come uomo e poi decaduto come divinità. Gli unici dati sicuri su Licurgo sono quelli relativi all'esistenza di un santuario a lui dedicato nel II secolo d.C., e la pratica diffusa a Sparta di offrire ogni anno sacrifici in suo onore.
A Licurgo la tradizione attribuisce l'ordinamento politico e sociale di Sparta, ma tutto quanto si conosce su di lui si può dire controverso, così come affermato da Plutarco all'inizio della Vita dedicata allo spartano, in cui è messo a confronto col re di Roma Numa Pompilio.
Le riforme legislative gli sarebbero state suggerite da un responso oracolare di Delfi, chiamato rhetra; tra le istituzioni a lui attribuite sono il consiglio degli anziani (gherusìa), formato da 28 gherontes più i due re, per un totale di 30 membri, e l'assemblea popolare (apella).
Avrebbe preso varie misure volte a intervenire sulla vita sociale degli spartani, comprimendone la sfera privata, con l'istituzione dei sissizi (pasti comuni a cui erano obbligati a partecipare tutti gli spartiati, vecchi e giovani) e con l'obbligo dei giovani, sin dall'età di 7 anni, di sottoporsi all'agoghé, un severo regime di istruzione pubblica, civile e militare.
La legislazione attribuitagli era contraria all'accumulo di ricchezze: Licurgo affermava che gli spartiati non dovevano maneggiare denaro, altrimenti questo li avrebbe spinti a superarsi in potenza l'un l'altro. Questo, a sua volta, avrebbe portato alla crisi del sistema politico di Sparta (che prevedeva un'uguaglianza tra tutti gli spartiati), poiché la disuguaglianza economica avrebbe causato squilibri di potere.
Permetteva però, come scappatoia, l'utilizzo di pesanti monete di ferro, in modo che per l'accumulo di ricchezza fosse necessario accumulare un numero elevatissimo di monete.